# 在线和离线
在線、上線或線上（英語：online）和離線、下線或線下（offline）為網友登入互聯網的狀態，例如「在的狀態為在線」。在線也可以指在互聯網上所做的事情，例如「Zoho Sheet是一個在線電子表格」、線上遊戲等。隨著時間的不同，在線也有著不同的含義。

## 关于

### 即時通訊类
最早使用在线这个概念的是现AOL旗下的ICQ，于ICQ之后，多种在线通訊软件使用了在线概念，例如微软旗下的Windows Live Messenger、雅虎旗下的Yahoo! Messenger、腾讯旗下的QQ、Facebook 的whatsapp  等。

### 网站类
最早使用在线概念的网站我们已经不得而知，但是目前在线可以指于互连网上所做出的更改。

### 遊戲類
網路遊戲又可稱為線上遊戲。